# Submyotodon

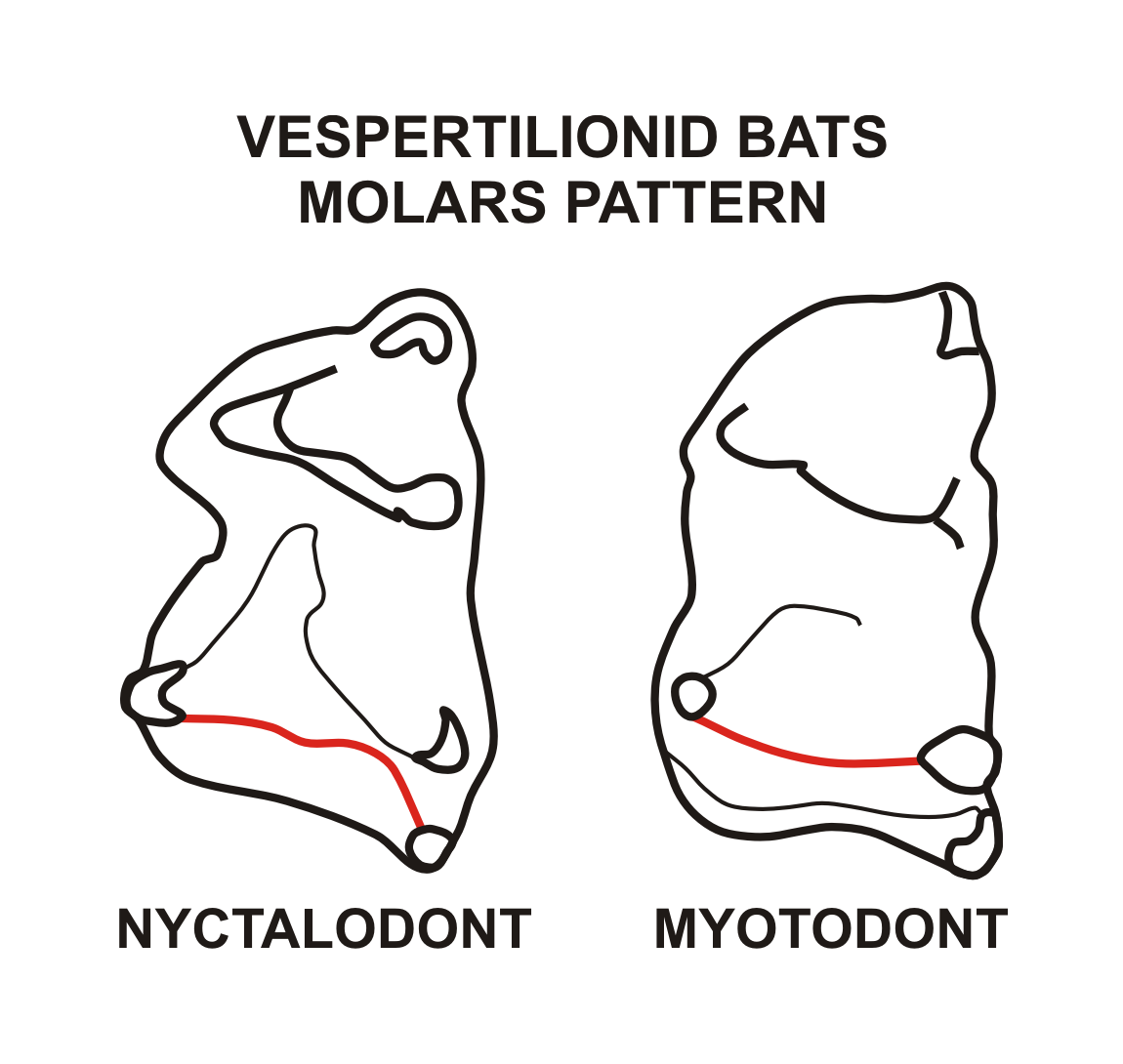
Fig.1

Submyotodon (Ziegler, 2003) è un genere di pipistrelli della famiglia dei Vespertilionidi.

## Descrizione

### Dimensioni
Al genere Submyotodon appartengono pipistrelli di piccole dimensioni, con lunghezza della testa e del corpo tra 35 e 47 mm, la lunghezza dell'avambraccio tra 31,7 e 35 mm e la lunghezza della coda tra 31,3 e 40,2 mm.

### Caratteristiche craniche e dentarie
Il cranio è delicato e liscio, presenta una scatola cranica con la parte occipitale elevata e un rostro allungato. I canini superiori sono relativamente grandi. I primi due molari inferiori presentano una disposizione delle cuspidi di tipo nyctalodonte, ovvero l'ultima cuspide posteriore linguale è connessa tramite una cresta con una piccola protuberanza terminale lasciando l'ultima cuspide posteriore labiale isolata (Fig.1), caratteristica insolita tra i Myotinae.
Sono caratterizzati dalla seguente formula dentaria:

### Aspetto
La pelliccia è lunga e setosa. Le parti dorsali variano dal bruno-giallastro al nerastro, con le punte dei peli sempre più brillanti, mentre le parti ventrali sono grigiastre. Il muso è corto, appuntito e completamente ricoperto di peli. Sui lati, sopra il labbro superiore sono presenti dei ciuffi di lunghi peli simili a dei baffetti. Le orecchie sono relativamente corte, ben separate tra loro, strette e con un profondo e vistoso incavo sul bordo posteriore appena sotto l'estremità la quale è spesso appuntita. Il trago è lungo, dritto ed affusolato. Le membrane alari sono scure ed attaccate posteriormente alla base delle dita dei piedi, i quali sono piccoli e delicati. La lunga coda è inclusa completamente nell'ampio uropatagio, il calcar è spesso carenato.

## Distribuzione
Il genere è diffuso nel Subcontinente indiano, nella Cina meridionale e sull'isola di Taiwan. In passato il suo areale era molto più vasto, come dimostrano i ritrovamenti fossili avvenuti in Europa centrale.

## Tassonomia
Il genere comprende 3 specie viventi ed una estinta.
- Submyotodon caliginosus
- Submyotodon latirostris
- Submyotodon moupinensis
- Submyotodon petersbuchensis †

Il genere è stato descritto inizialmente attraverso alcune mandibole rinvenute in Germania e risalenti al medio Miocene, assegnate alla specie S.petersbuchensis. Successivamente studi molecolari hanno evidenziato una divergenza evolutiva tra i membri del genere Myotis ed alcune sottospecie precedentemente assegnate alla specie M.muricola, le quali possedevano caratteristiche dentarie uniche del tutto simili alla forma estinta.